# Aptesis latiannulata
Aptesis latiannulata là một loài tò vò trong họ Ichneumonidae.